# Cult Killer
 (juin 2024).
Si vous disposez d'ouvrages ou d'articles de référence ou si vous connaissez des sites web de qualité traitant du thème abordé ici, merci de compléter l'article en donnant les références utiles à sa vérifiabilité et en les liant à la section « Notes et références ».
Pour plus de détails, voir Fiche technique et Distribution.
Cult Killer est un thriller américain réalisé par Jon Keeyes et sorti en 2024.

## Synopsis
Protégée du détective privé Mikeal Tallini qui l'a sauvée de l'alcoolisme, Cassie Holt est devenue à son tour enquêtrice grâce à ses conseils et son aide. Lorsqu'elle apprend que son mentor est retrouvé mort, violemment assassiné, Holt s'intéresse de près au profil du tueur en série qui partage avec elle le même traumatisme, soit des abus sexuels qu'elles ont subis plus jeunes. Surtout, Holt lève le voile sur une élite irlandaise qui s'adonne à des crimes pédophiles prise pour cible par le meurtrier.

## Fiche technique
Sauf indication contraire, les informations mentionnées dans cette section peuvent être confirmées par la base de données cinématographiques IMDb,  présente dans la section « Liens externes ».
- Titre original et français : Cult Killer
- Titre alternatif : The Last Girl
- Réalisation : Jon Keeyes
- Scénario : Charles Burnley
- Musique : Aoifee O'Leary et Gerry Owens
- Photographie : Austin F. Schmidt
- Montage : R.J. Cooper
- Production : Richard Bolger, Conor Barry, Michael J. Rothstein, Richard Clabaugh, Jon Keeyes, Jordan Beckerman et Jordan Yale Levine
- Sociétés de production : Yale Productions, Hail Mary Pictures, Great Escape, BondIt Media Capital, Head Gear Films, Metrol Technology, Bee Hive Productions et LB Entertainment
- Société de distribution : Saban Films (États-Unis)
- Pays de production :  États-Unis
- Langue originale : anglais
- Genre : thriller
- Durée : 105 minutes
- Dates de sortie : 
  - États-Unis : 19 janvier 2024
  - France : 5 juillet 2024 (en vidéo)

## Distribution
- Alice Eve : Cassie Holt
- Antonio Banderas (VF : Pierre-François Pistorio) : Mikeal Tallini
- Shelley Hennig : Jamie Douglas
- Paul Reid : Rory McMahon
- Olwen Fouéré : Dottie Evans
- Nick Dunning : Edgar Evans
- Matthew Tompkins : Victor Harrison
- Kwaku Fortune : Glenn